# A farkas gyermekei
A farkas gyermekei (eredeti cím: Raised by Wolves) 2020 és 2022 között vetített amerikai sci-fi drámasorozat, amelyet Aaron Guzikowski alkotott. A főbb szerepekben Amanda Collin, Abubakar Salim, Winta McGrath, Travis Fimmel és Niamh Algar látható.
Az első évadot Amerikában 2020. szeptember 3-án az HBO Max, Magyarországon 2020. szeptember 4-én az HBO Go mutatta be. A második évadot Amerikában 2022. február 3-án az HBO Max, míg Magyarországon 2022. február 4-én az HBO Go mutatta be.
2022 júniusában két évad után törölték a sorozatot.

## Ismertető
Két android, Apa és Anya, akiket azzal a feladattal bíztak meg, hogy emberi gyermekeket neveljenek fel a Kepler-22b bolygón, miután a Föld egy hatalmas háború következtében elpusztult. Ahogy az emberi kolónia növekedni kezd, a vallási különbségek miatt széthúzás fenyegeti őket. Az androidok rájönnek, hogy az emberek hitének irányítása rendkívül veszélyes és nehéz feladat.

## Szereplők
| Szereplő       | Színész              | Magyar hang         | Leírás |
| -------------- | -------------------- | ------------------- | --- |
| Anya / Lamia   | Amanda Collin        | Ruttkay Laura       | Erőteljes háborús android, amelyet "Nekromanta" néven ismernek, és amelyet újraprogramoztak, hogy emberi gyermekeket neveljen fel a Kepler-22b bolygón egy ateista kolónia létrehozása érdekében.              |
| Apa            | Abubakar Salim       | Nagy Dániel Viktor  | Általános szervizmodellű android, amelyet újraprogramoztak, hogy védelmezze és támogassa a kolónia gyermekeit.                                                                                                 |
| Campion        | Winta McGrath        | Mayer Marcell       | A legfiatalabb és az egyetlen túlélő abból a hat gyermekből, akik az Anya és Apa által a Kepler-22b bolygóra hozott embriókból születtek.                                                                      |
| Marcus / Caleb | Travis Fimmel        | Stohl András        | Ateista katona, Mary partnere. |
| Marcus / Caleb | Jack Hawkins         | Stohl András        | Caleb az igazi arcával. |
| Sue / Mary     | Niamh Algar          | Bánfalvi Eszter     | Ateista katona és orvos, valamint Caleb partnere. A Földön Mary és Caleb megöltek egy mitraista párt, Sue-t és Marcust. Megváltoztatták a külsejüket, hogy hasonlítsanak a párra, így juthattak fel az Arkára. |
| Sue / Mary     | Sienna Guillory      | Bánfalvi Eszter     | Mary az igazi arcával. |
| Tempest        | Jordan Loughran      | Ruszkai Szonja      | Az Arka egyik túlélő gyermeke, aki megveti a mitraistákat, mivel egy vallási vezető megerőszakolta. |
| Paul           | Felix Jamieson       | Kovács András Bátor | Marcus és Sue biológiai fia, akit Caleb és Mary saját gyermekükként nevelt fel. |
| Hunter         | Ethan Hazzard        | Nagy Gereben        | Arkai fiatal felnőttek, akik megmenekültek. |
| Holly          | Aasiya Shah          | Pekár Adrienn       | Arkai fiatal felnőttek, akik megmenekültek. |
| Vita           | Ivy Wong             | Nagy Zselyke Hanna  | Arkai fiatal felnőttek, akik megmenekültek. |
| Lucius         | Matias Varela        |                     | Hűséges mitraista katona és az Arka katasztrófájának túlélője. |
| Cleaver        | Peter Christoffersen |                     | Ateista katona, aki a Kepler-22b bolygóra kerül, ahol felesküszik, hogy megvédi egy rejtélyes szuperkomputert.                                                                                                 |
| Nagyanya       | Selina Jones         |                     | |
| Vrille         | Morgan Santo         |                     | Gyermek android, aki elhunyt emberi megfelelője alapján lett modellezve |
| Tamerlane      | James Harkness       |                     | Marcus egyik új ateista csatlósa. |
| Decima         | Kim Engelbrecht      |                     | Briliáns kvantummérnök sötét múlttal és egy android lánygyermekkel. |
| Nerva          | Jennifer Saayeng     |                     | Nő, aki egyfajta feketepiacot tart fenn az emberi civilizáció egyik oldalának. |

### Magyar változat
- Bemondó: Endrédi Máté
- Magyar szöveg: Dittrich-Varga Fruzsina (1. évad), Blahut Viktor (2. évad)
- Hangmérnök: Salgai Róbert
- Vágó: Kránitz Bence
- Gyártásvezető: Bogdán Anikó (1. évad), Kablay Luca (2. évad)
- Szinkronrendező: Molnár Ilona
- Produkciós vezető: Marjay Szabina (1. évad), Dallos Miklós (2. évad)

A szinkront az SDI Media Hungary készítette el.

## Évados áttekintés
| Évad | Évad | Részek száma | Részek száma | Eredeti sugárzás    | Eredeti sugárzás  | Eredeti adó      | Magyar sugárzás     | Magyar sugárzás  | Magyar adó |
| Évad | Évad | Részek száma | Részek száma | Évadbemutató        | Évadzáró          | Eredeti adó      | Évadbemutató        | Évadzáró         | Magyar adó |
| ---- | ---- | ------------ | ------------ | ------------------- | ----------------- | ---------------- | ------------------- | ---------------- | ---------- |
|      | 1.   | 10           | 10           | 2020. szeptember 3. | 2020. október 1.  |                  | 2020. szeptember 4. | 2020. október 2. |            |
|      | 2.   | 8            | 8            | 2022. február 3.    | 2022. március 17. | 2022. február 4. | 2022. március 16.   |                  |            |

## Epizódok

### Első évad (2020)
| Sor. | Év. | Cím                                      | Rendező              | Író              | Premier                                   |
| ---- | --- | ---------------------------------------- | -------------------- | ---------------- | ----------------------------------------- |
| 1.   | 1.  | A farkas gyermekei (Raised by Wolves)    | Ridley Scott         | Aaron Guzikowski | 2020. szeptember 3. 2020. szeptember 4.   |
| 2.   | 2.  | Pentagramma (Pentagram)                  | Ridley Scott         | Aaron Guzikowski | 2020. szeptember 3. 2020. szeptember 4.   |
| 3.   | 3.  | Virtuális hit (Virtual Faith)            | Luke Scott           | Aaron Guzikowski | 2020. szeptember 3. 2020. szeptember 4.   |
| 4.   | 4.  | A természet rendje (Nature's Course)     | Luke Scott           | Aaron Guzikowski | 2020. szeptember 10. 2020. szeptember 11. |
| 5.   | 5.  | Megbízhatatlan emlékek (Infected Memory) | Sergio Mimica-Gezzan | Heather Bellson  | 2020. szeptember 10. 2020. szeptember 11. |
| 6.   | 6.  | Elveszett paradicsom (Lost Paradise)     | Sergio Mimica-Gezzan | Don Joh          | 2020. szeptember 17. 2020. szeptember 18. |
| 7.   | 7.  | Arcok (Mass)                             | Alex Gabassi         | Karen Campbell   | 2020. szeptember 17. 2020. szeptember 28. |
| 8.   | 8.  | Mise (Umbilical)                         | Alex Gabassi         | Sinead Daly      | 2020. szeptember 24. 2020. szeptember 25. |
| 9.   | 9.  | Köldökzsinór (The Beginning)             | James Hawes          | Aaron Guzikowski | 2020. szeptember 24. 2020. szeptember 25. |
| 10.  | 10. | A kezdet (The Beginning)                 | Luke Scott           | Aaron Guzikowski | 2020. október 1. 2020. október 2.         |

### Második évad (2022)
| Sor. | Év. | Cím                              | Rendező          | Író              | Premier                             |
| ---- | --- | -------------------------------- | ---------------- | ---------------- | ----------------------------------- |
| 11.  | 1.  | A kollektíva (The Collective)    | Ernest Dickerson | Aaron Guzikowski | 2022. február 3. 2022. február 4.   |
| 12.  | 2.  | A hetes (Seven)                  | Ernest Dickerson | Aaron Guzikowski | 2022. február 3. 2022. február 4.   |
| 13.  | 3.  | Jó teremtmények (Good Creatures) | Sunu Gonera      | Julian Meiojas   | 2022. február 10. 2022. február 11. |
| 14.  | 4.  | Irányítás (Control)              | Sunu Gonera      | Karen Campbell   | 2022. február 17. 2022. február 18. |
| 15.  | 5.  | Király (King)                    | Alex Gabassi     | Aaron Guzikowski | 2022. február 24. 2022. február 25. |
| 16.  | 6.  | A fa (The Tree)                  | Alex Gabassi     | Aaron Guzikowski | 2022. március 3. 2022. március 4.   |
| 17.  | 7.  | Etetés (Feeding)                 | Lukas Ettlin     | Aaron Guzikowski | 2022. március 10. 2022. március 11. |
| 18.  | 8.  | Boldogság (Happiness)            | Lukas Ettlin     | Aaron Guzikowski | 2022. március 17. 2022. március 18. |

## A sorozat készítése
2018. október 8-án bejelentették, hogy a TNT sorozatot rendelt az alkotásból. Az vezető producerek között Ridley Scott, Aaron Guzikowski, David W. Zucker, Jordan Sheehan, Adam Kolbrenner és Robyn Meisinger szerepeltek. Scott az első két epizód rendezését is vállalta Guzikowski forgatókönyvei alapján. A produkciós cégek között volt a Scott Free Productions, a Studio T és a Madhouse Entertainment.

### Forgatás
A sorozatot a Nyugat-Fokföldön forgatták, különösen Somerset Westben, Stellenboschban és Fokvárosban. 2021. március 8-án Abubakar Salim bejelentette, hogy a második évad forgatása folyamatban van. Jennifer Saayeng, aki Nerva szerepét játssza a második évadban, az Instagramon közölte, hogy a második évad forgatása 2021. augusztus 15-én fejeződött be.